# CZ vz. 38
ČZ vz. 38 — чехословацкий самозарядный пистолет.

## История
В 1936 году министерство обороны Чехословакии сформировало требования к новому пистолету для чехословацкой армии, который должен был стать более простой, безопасной и удобной заменой Vz. 24. Пистолет был разработан в 1937—1938 годах. В качестве используемого патрона был выбран 9×17 мм, вместо более слабого 7,65×17 мм. Простота в обращении и, в какой-то мере, безопасность были достигнуты использованием в конструкции пистолета только самовзводного ударно-спускового механизма. Однако оружие получилось не самое удачное, с чрезмерно большим усилием спуска, делающим весьма затруднительным прицельную стрельбу, и большой общей массой. Испытания так и не провели — в марте 1939 года страна была оккупирована немцами и большая часть оружия досталась немцам.

## Конструкция
Пистолет состоит из 45 деталей. Использует автоматику со свободным затвором. Запирание канала ствола осуществляется массой кожуха-затвора и возвратной пружиной. При стрельбе ствол остаётся неподвижным, но при разборке совместно с надетым на него затвором откидывается казённой частью вверх вокруг расположенной под дульной частью оси. Защёлка для откидывания ствола расположена слева на рамке, над спусковым крючком.
В канале ствола — шесть правых нарезов. Возвратная пружина расположена под стволом. Ударно-спусковой механизм курковый и самовзводный для выстрела, двойного действия. Ручных предохранителей не предусмотрено (кроме болгарского варианта).
Питание патронами производится из отъёмного коробчатого магазина с однорядным расположением патронов. Защёлка магазина находится в основании рукояти.

## Страны-эксплуатанты
- Чехословакия — первые 25 пистолетов были выпущены в 1937 году и направлены на войсковые испытания; 1 июня 1938 года пистолет был официально принят на вооружение армии, 14 июня 1938 года был размещён заказ на производство 41 000 пистолетов, поставка которых была запланирована на октябрь 1939 года. На вооружение армии Чехословакии пистолеты не поступили, однако после аннексии Чехословакии некоторое количество было передано на вооружение полицейских формирований «протектората Богемии и Моравии»[2]
- Нацистская Германия — под наименованием Pistole 39(t) поступал на вооружение отдельных тыловых частей вермахта[7], отдельных частей люфтваффе, некоторых полицейских формирований, а также личного состава имперской службы трудовой повинности[2], полицейской дивизии СС[8] и «организации Тодта». На некоторых пистолетах, использовавшихся немецкими вооружёнными силами, имеется знак военной приёмки германской службы вооружений (Wehrmachtadler).
- Финляндия — около 1700 шт. было получено из Германии в сентябре 1940 года, они поступили на вооружение армейских подразделений, часть была утрачена в ходе боевых действий. По состоянию на 1948 год, на вооружении осталось лишь 978 пистолетов[9]. Эти пистолеты имели клеймо «SA» (Suomen Armeija).
- Болгария — некоторое количество пистолетов в 1941 году было поставлено Третьим рейхом в Болгарию и поступило на вооружение болгарской армии[1][10], у этих пистолетов на левой стороне рамки был установлен дополнительный флажковый предохранитель[2].
- Югославия — некоторое количество трофейных пистолетов использовали партизанские отряды и части Народно-освободительной армии Югославии[11]

Кроме того, после окончания второй мировой войны некоторое количество пистолетов оказалось в США, они продавались в качестве гражданского оружия (однако по результатам их эксплуатации было установлено, что при снаряжении магазина некоторыми вариантами патронов послевоенного производства возможны задержки при стрельбе).